# Kristoffer Olsson
Mats Kristoffer Olsson (* 30. Juni 1995 in Norrköping) ist ein schwedischer Fußballspieler, der bis März 2025 in Dänemark bei FC Midtjylland unter Vertrag stand.

## Karriere

### Verein
Olsson verließ im Jahr 2011 seine Heimat Schweden und wechselte in die Jugendakademie von Arsenal London. Ab dem Sommer 2012 spielte er dann auch regelmäßig für die U-21-Mannschaft in der Premier League 2. Seine erste Partie auf professioneller Ebene bestritt er im September 2013 bei einem League-Cup-Spiel gegen West Bromwich Albion. Nachdem er in der Folge nicht mehr für die erste Mannschaft eingesetzt worden war, wechselte er zur Saison 2014/15 zunächst auf Leihbasis zum dänischen Erstligisten FC Midtjylland. Nach Ablauf der Leihe Ende 2014 wurde ein fester Vertrag über dreieinhalb Jahre vereinbart. Am Ende der Saison 2014/15 konnte Olsson mit dem FC Midtjylland die dänische Meisterschaft feiern. 2017 kehrte er nach Schweden zum AIK Solna zurück und wurde mit der Mannschaft 2018 Meister. Im Januar 2019 wechselte er zum russischen FK Krasnodar. Dort absolvierte er in zweieinhalb Jahren insgesamt 80 Pflichtspiele (4 Tore) für die Russen und wechselte dann im Sommer 2021 mit einem Vertrag mit einer Laufzeit von vier Jahren weiter zum RSC Anderlecht in die belgische Division 1A.
Olsson bestritt in seiner ersten Saison 33 von 40 möglichen Ligaspielen für Anderlecht sowie fünf Pokalspiele und alle vier Qualifikationsspiele zur Conference League. Nachdem er in der neuen Saison bei je drei Ligaspielen und drei Qualifikationsspielen zur Conference League zum Einsatz gekommen war, wurde Olsson Ende August 2022 für den Rest der Saison zu seinem ehemaligen Verein FC Midtjylland mit anschließender Kaufoption verliehen. Dort bestritt er im Rest der Saison 25 von 27 möglichen Ligaspiele, in denen er fünf Tore schoss, ein Pokalspiel und sieben Tore in der Europa League. Anfang Juli 2023 machte der Verein von seiner Kaufoption Gebrauch und schloss mit Olsson einen Vertrag bis zum Ende der Saison 2025/26 ab. im März 2025 wurde der Vertrag im gegenseitigen Einvernehmen aufgelöst.

### Nationalmannschaft

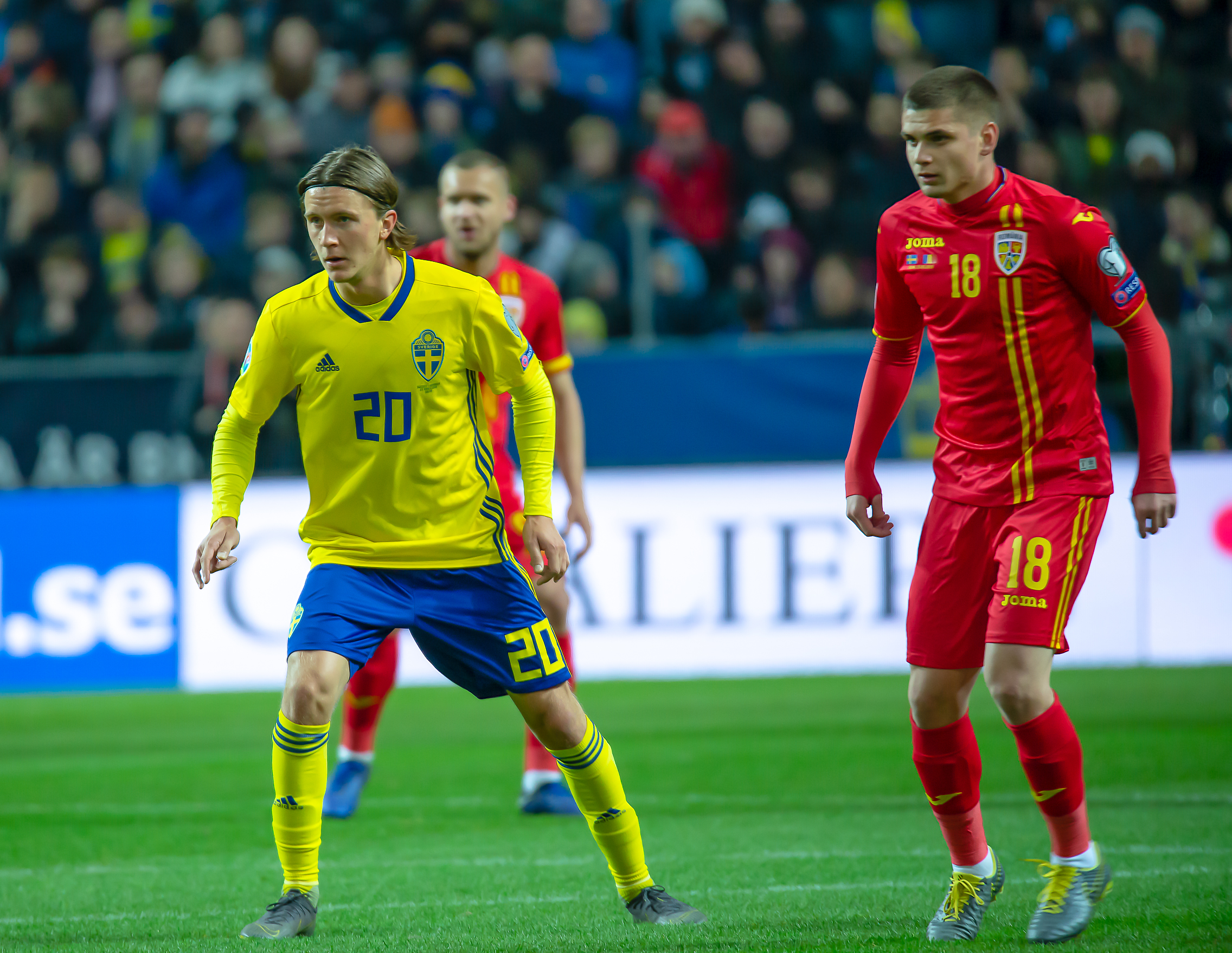
Olsson (Nr. 20) beim EM-Qualifikationsspiel gegen Rumänien am 23. März 2019

Olsson spielte seit der U-16 für schwedische Jugendmannschaften. Mit dem U-21-Team gewann Olsson 2015 die U-21-Fußball-Europameisterschaft, ohne jedoch ein Spiel bestritten zu haben.
Im Januar 2015 wurde er erstmals für die schwedische Herrenmannschaft nominiert, blieb jedoch aufgrund eines Beinbruchs ohne Einsatz. Sein Debüt gab er schließlich im Januar 2017 bei einem Freundschaftsspiel gegen die Elfenbeinküste. Nach der Weltmeisterschaft 2018, bei der er nicht im Kader stand, entwickelte sich Olsson zum Stammspieler im zentralen Mittelfeld der Schweden. Als solcher erreichte er mit der schwedischen Auswahl bei der Europameisterschaft 2021 das Achtelfinale, wo Schweden gegen die Ukraine ausschied. Olsson kam in den vier Spielen zum Einsatz, wobei er dreimal ausgewechselt wurde.

## Erfolge

### FC Midtjylland
- Dänischer Meister 2015 2024

### AIK Solna
- Schwedischer Meister 2018

### Nationalmannschaft
- U-21-Fußball-Europameister 2015

## Privatleben
Im Februar 2024 verlor Olsson in seinem Zuhause das Bewusstsein und wird seitdem im Universitätshospital von Aarhus künstlich beatmet. Ursache soll eine Erkrankung des Gehirns sein, bei der es zu seltener Entzündung der Blutgefäße kam und sich mehrere Blutgerinnsel im Gehirn gebildet hatten.